# Star Wars Battlefront (відеогра, 2015)
Star Wars Battlefront — відеогра в жанрі шутер, розроблена студією DICE та випущена Electronic Arts у 2015 році. Гра створена за всесвітом Зоряних війн є третьою грою в серії відеоігор Star Wars Battlefront, та вважається перезапуском, для показу новоствореного канону франшизи від Lucasfilm, після купівлі студією Дісней. Гра була випущена в листопаді 2015 для PlayStation 4, Xbox One та Microsoft Windows. 
Гра отримала переважно змішані або позитивні відгуки від рецензентів за ігровий процес, візуал, композицію, технічні аспекти, однак критикували через нестачу контенту на початку та використання сезонного пропуску для розширення контенту. Попри це, гра мала комерційний успіх і загальні продажі склали більш ніж 14 мільйонів копій по всьому світу. Через два роки вийшов сиквел Star Wars Battlefront II.

## Геймплей
Star Wars Battlefront є екшн-шутером від першої та трьої особи, гравець має можливість вид коли завгодно, однак ця функція не працює при використання героїв. Гравець має можливість грати на картах планет з оригінальної триголії: Ендор, Татуїн, Хот, Веспін та Суллуст, так само як і на Джаку з трилогії сиквелів. Пізніше в гру такі були добавлені карт з Зірки смерті та планети Скаріф. Гравець має здатність використовувати військову техніку, повітряного та наземного типу разом зі мотоциклами-спідерами та ходунами AT-ST, який можна розблокувати завдяки спеціальним токенам, які з'являються у випадкових локаціх в кожній карті. В грі можна костомізувати персонажів, зброю, знаряддя та їхні здібності.
Гра надає змогу обирати гру між солдатами з Альянсу повстанців чи імперськими штурмовиками. Як і з транспортом, гравець має можливість грати за одного з героїв при знаходженні спеціальних токенів під час матчу. На початку ростер персонажів налічував Люка Скайвокера, Дарта Вейдера, Хана Соло, Імператора Палпатіна, Лею Органу та Бобу Фетта разом з Найном Нунбом, Грідо, Лендо Калрісіаном, Денгаром, Басском, Чубакою, Джин Ерсо та Орзоном Кренніком, які були добавлені в гру через ДЛС. В грі також присутні декілька неграбельних персонажів такі як С-3PO, Адмірал Акбар та Джабба Uатn. Гра налічує 16 мультиплеєрних карт по 40 гравців в матчі.